# Миколаївський завод мастильного та фільтруючого обладнання
Миколаївський завод мастильного та фільтруючого обладнання — підприємство спеціалізованого приладобудування в місті Миколаїв, Україна. Підприємство випускає комплексні автоматизовані системи змащування, нагнітальне устаткування, устаткування для МОР (мастильно-охолоджуюча рідина), контрольно-регулюючі прилади, розподільчу і дозувальну апаратуру, а також широку гаму фільтрів і фільтроелементів, емульгатори. Крім того підприємство надає послуги з ремонту, обслуговування машин спецпризначення, послуги з постачання пари і гарячої води електростанціями.[джерело?] Компанія експортує продукцію в Чехію, Німеччини, Казахстан, Литву, Росію.

## Історія
Завод був заснований в 1873 році як ливарно-ковальська фабрика, яка приймала замовлення на виготовлення різних металевих речей і с/г реманенту. У 1902 р. підприємство було реорганізовано в завод з ремонту сільськогосподарських машин. Постійне оновлення продукції та розширення номенклатури виготовлених виробів, структурні зміни в управлінні відбилися в назвах заводу: «Миколаївський завод гідроапаратури» (НЗГ) — «Миколаївський дослідний завод мастильних систем» (НОЗСС) — «Миколаївське виробниче об'єднання по випуску мастильного устаткування» (НВО) — «Миколаївський завод мастильного та фільтруючого обладнання» (НЗСФО).
З 1960 р. почалася масштабна реконструкція заводу, будувалися нові виробничі корпуси, освоювалися нові технології. Переживши часи економічної кризи 1990-х, керівництво НЗСФО провело реструктуризацію підприємства і технічне переоснащення виробництва. Це значною мірою сприяло подальшому розвитку підприємства і дозволило запропонувати клієнтам сучасні та ефективні рішення в найширшому діапазоні застосування.